# Dendrobium goliathense
Dendrobium goliathense är en orkidéart som beskrevs av Johannes Jacobus Smith. Dendrobium goliathense ingår i släktet Dendrobium, och familjen orkidéer. Inga underarter finns listade i Catalogue of Life.